# Umur
Umur är en finsk dramafilm från 2002 i regi av Kai Lehtinen. Filmen spelades in i Lappland, Uleåborg och Helsingfors under år 2001. 
Filmen skildrar en romantisk berättelse i den lappländska naturen. En ung gränsvakt, "Poika", arbetar vid den finsk-ryska gränsen och förälskar sig i den mystiske lappländska skönheten Umur. De mystiska naturelementen och ekot av den uråldriga lappländska shamanismen och animismen för kärlekshistorien framåt.
Filmen kan tematiskt jämföras med den finska 1950-tals-Lapplandsfilmen Valkoinen peura (Den vita hjorten).
Musiken innehåller bl.a. kompositioner med hardangerfela gjorda av Carl-Johan Häggman samt jojk av den samiska sångaren Wimme Saari.

## Rollista
- Heikki Rantanen – Poika
- Minna Turunen –  Umur
- Juhani Niemelä –  Umurs far
- Rea Mauranen –  Umurs mor
- Roope Salminen –  Yngre bror
- Outi Mäenpää –  Eija
- Oiva Lohtander –  Husvärden
- Esko Nikkari –  Samanmoinen
- Taisto Reimaluoto –  Karvanaama
- Jukka Uhlgren –  Vornanen